# 게자리 감마
게자리 감마(영어: Gamma Cancri, γ Cancri), 또는 아셀루스 보레알리스(영어: Asellus Borealis, 영어 발음: /əˈsɛləs bɒriˈælɪs/)는 게자리의 감마별로, 태양으로부터 약 181 광년 떨어진 곳에 위치해 있다. 본 항성은 방사형 속도로 더 멀리 표류하고 있고, 초속 29km/s이다.
1910년에 이 항성은 오제이 리에 의해 분광쌍성으로 보고되었지만 지금은 단일 별로 간주된다. 황도 근처에 있기 때문에 달에 의해 가려 질 수 있으며 매우 드물게 행성에 의해 가려질 수 있다.

## 명명법
게자리 감마는 이 별을 바이어 명명법으로 표기 한 것이다. 전통적인 이름 아셀루스 보레알리스는 라틴어에서 "북부 당나귀"라는 뜻이다. 아셀루스 보레알리스라는 이름은 2016년 11월 6일 국제천문연맹의 항성명칭 실무그룹에 의해 승인되었고 IAU가 승인한 별 이름 목록에 포함되었다.

## 속성
게자리 감마는 겉보기 등급 +4.67 의 백색 A형 준거성으로 나타난다. 이 별의 나이는 1억 7천 1백만 년으로 추정되며, 예상 회전 속도는 86km/s로 회전하고 있다. 질량은 태양의 2.18 배에 달하며 유효 온도 9108K에서 약 36배 더 높은 광도로 빛난다. 거리, 공간 이동 및 추정 연령을 기준으로 히아데스 스트림의 별로 포함되었다.